# Фріардель
Фріарде́ль (фр. Friardel) — колишній муніципалітет у Франції, у регіоні Нормандія, департамент Кальвадос. Населення — 240 осіб (2011).
Муніципалітет був розташований на відстані близько 145 км на захід від Парижа, 60 км на схід від Кана.

## Історія
До 2015 року муніципалітет перебував у складі регіону Нижня Нормандія. Від 1 січня 2016 року належав до нового об'єднаного регіону Нормандія.
1 січня 2016 року Фріардель і Ла-Весп'єр було об'єднано в новий муніципалітет Ла-Весп'єр-Фріардель.

## Демографія
Динаміка населення (INSEE ):
Розподіл населення за віком та статтю (2006):
| Стать | Всього | До 15 років | 15-24 | 25-44 | 45-64 | 65-85 | Понад 85 |
| --- | ------ | ----------- | ----- | ----- | ----- | ----- | -------- |
| Чоловіки | 117    | 20          | 15    | 35    | 39    | 8     | 0        |
| Жінки | 125    | 35          | 12    | 31    | 39    | 8     | 0        |
| \| Статево-вікова піраміда \| Статево-вікова піраміда \| Статево-вікова піраміда \| \| ----------------------- \| ----------------------- \| ----------------------- \| \| Чоловіки \| Вік \| Жінки \| \| 0 \| 85 + \| 0 \| \| 0 \| 80-84 \| 0 \| \| 0 \| 75-79 \| 0 \| \| 0 \| 70-74 \| 0 \| \| 8 \| 65-69 \| 8 \| \| 4 \| 60-64 \| 0 \| \| 12 \| 55-59 \| 12 \| \| 8 \| 50-54 \| 15 \| \| 15 \| 45-49 \| 12 \| \| 8 \| 40-44 \| 8 \| \| 4 \| 35-39 \| 4 \| \| 15 \| 30-34 \| 0 \| \| 8 \| 25-29 \| 19 \| \| 0 \| 20-24 \| 8 \| \| 15 \| 15-20 \| 4 \| \| 8 \| 10-14 \| 15 \| \| 4 \| 5-9 \| 8 \| \| 8 \| 0-4 \| 12 \| |        |             |       |       |       |       |          |
| Статево-вікова піраміда |        |             |       |       |       |       |          |
| Чоловіки | Вік    | Жінки       |       |       |       |       |          |
| 0 | 85 +   | 0           |       |       |       |       |          |
| 0 | 80-84  | 0           |       |       |       |       |          |
| 0 | 75-79  | 0           |       |       |       |       |          |
| 0 | 70-74  | 0           |       |       |       |       |          |
| 8 | 65-69  | 8           |       |       |       |       |          |
| 4 | 60-64  | 0           |       |       |       |       |          |
| 12 | 55-59  | 12          |       |       |       |       |          |
| 8 | 50-54  | 15          |       |       |       |       |          |
| 15 | 45-49  | 12          |       |       |       |       |          |
| 8 | 40-44  | 8           |       |       |       |       |          |
| 4 | 35-39  | 4           |       |       |       |       |          |
| 15 | 30-34  | 0           |       |       |       |       |          |
| 8 | 25-29  | 19          |       |       |       |       |          |
| 0 | 20-24  | 8           |       |       |       |       |          |
| 15 | 15-20  | 4           |       |       |       |       |          |
| 8 | 10-14  | 15          |       |       |       |       |          |
| 4 | 5-9    | 8           |       |       |       |       |          |
| 8 | 0-4    | 12          |       |       |       |       |          |

## Економіка
2010 року серед 156 осіб працездатного віку (15—64 років) 121 була активною, 35 — неактивними (показник активності 77,6%, у 1999 році було 65,9%). З 121 активної мешканців працювало 116 осіб (66 чоловіків та 50 жінок), безробітними було 5 (3 чоловіки та 2 жінки). Серед 35 неактивних 9 осіб було учнями чи студентами, 11 — пенсіонерами, 15 були неактивними з інших причин.

У 2010 році в муніципалітеті числилось 88 оподаткованих домогосподарств, у яких проживали 230,0 особи, медіана доходів виносила 17 144 євро на одного особоспоживача